# World Touring Car Cup
World Touring Car Cup (WTCC) – ogólnoświatowy wyścigowy puchar samochodów turystycznych organizowany przez FIA. W 2018 zastąpił on serię World Touring Car Championship. Podczas danego sezonu odbywa się w sumie 10-12 rund złożonych z dwóch wyścigów każda na różnych torach wyścigowych. Obecnie seria ta uznawana jest za drugą (po Formule 1) co do ważności światową serię wyścigową organizowaną przez FIA.

## Historia
Po sezonie 2017 osiągnięto porozumienie pomiędzy Mistrzostwami Świata Samochodów Turystycznych (WTCC) a TCR International Series. Po połączeniu tych serii powstała seria o nazwie WTCR i korzysta z przepisów technicznych TCR. Tytuły w tej serii mogą zdobyć tylko zespoły i kierowcy. W 2018 podjęto decyzję dotyczącą zmiany nazwy z mistrzostw świata na puchar świata. Pierwszy sezon WTCR miał miejsce w 2018.

## Mistrzowie

### Kierowcy
| Rok  | Klasyfikacja generalna | Klasyfikacja generalna      | Klasyfikacja generalna | Klasyfikacja generalna |
| Rok  | Kierowca               | Zespół                      | Samochód               | Punkty                 |
| ---- | ---------------------- | --------------------------- | ---------------------- | ---------------------- |
| 2018 | Gabriele Tarquini      | BRC Hyundai N Squadra Corse | Hyundai i30 N TCR      | 308                    |
| 2019 | Norbert Michelisz      | BRC Hyundai N Squadra Corse | Hyundai i30 N TCR      | 372                    |
| 2020 | Yann Ehrlacher         | Cyan Racing Lynk & Co       | Lynk & Co 03 TCR       | 223                    |
| 2021 | Yann Ehrlacher         | Cyan Racing Lynk & Co       | Lynk & Co 03 TCR       | 234                    |

### Zespoły
| Rok  | Klasyfikacja generalna      | Klasyfikacja generalna | Klasyfikacja generalna |
| Rok  | Zespół                      | Samochód               | Punkty                 |
| ---- | --------------------------- | ---------------------- | ---------------------- |
| 2018 | M Racing-YMR                | Hyundai i30 N TCR      | 562                    |
| 2019 | BRC Hyundai N Squadra Corse | Hyundai i30 N TCR      | 628                    |
| 2020 | Cyan Racing Lynk & Co       | Lynk & Co 03 TCR       | 429                    |
| 2021 | Cyan Racing Lynk & Co       | Lynk & Co 03 TCR       | 392                    |

### WTCR Trophy
| Rok  | Klasyfikacja generalna | Klasyfikacja generalna   | Klasyfikacja generalna          | Klasyfikacja generalna |
| Rok  | Kierowca               | Zespół                   | Samochód                        | Punkty                 |
| ---- | ---------------------- | ------------------------ | ------------------------------- | ---------------------- |
| 2020 | Jean-Karl Vernay       | Mulsanne Srl             | Alfa Romeo Giulietta Veloce TCR | 121                    |
| 2021 | Gilles Magnus          | COMTOYOU TEAM AUDI SPORT | Audi RS 3 LMS                   | 143                    |